# Velika nagrada Rima
Velika nagrada Rima (italijansko Gran Premio di Roma) je bila avtomobilistična dirka, ki je potekala med letoma 1925 in 1963 potekala na več italijanskih dirkališčih v okolici Rima. Nobenemu od dirkačev ni uspelo zmagati več kot enkrat, med zmagovalci pa je sedem od devetih dirkačev Italijanov. Med moštvi sta najuspešnejši s po štirimi zmagami Bugatti in Maserati.

## Zmagovalci
| Leto | Zmagovalec       | Moštvo     | Dirkališče   | Poročilo |
| ---- | ---------------- | ---------- | ------------ | -------- |
| 1963 | Bob Anderson     | Lola       | Vallelunga   | Poročilo |
| 1954 | Onofre Marimón   | Maserati   | Castelfusano | Poročilo |
| 1932 | Luigi Fagioli    | Maserati   | Littorio     | Poročilo |
| 1931 | Ernesto Maserati | Maserati   | Littorio     | Poročilo |
| 1930 | Luigi Arcangeli  | Maserati   | Tre Fontaine | Poročilo |
| 1929 | Achille Varzi    | Alfa Romeo | Tre Fontaine | Poročilo |
| 1928 | Louis Chiron     | Bugatti    | Tre Fontaine | Poročilo |
| 1927 | Tazio Nuvolari   | Bugatti    | Parioli      | Poročilo |
| 1926 | Aymo Maggi       | Bugatti    | Valle Guila  | Poročilo |
| 1925 | Carlo Masetti    | Bugatti    | Monte Mario  | Poročilo |